# Matteo Cristiano
Matteo Cristiano (Castelgrande, 1616 – Napoli, 23 agosto 1653) è stato un avvocato italiano, uno dei protagonisti della rivoluzione antispagnola del 1647-1648, che portò alla nascita della Repubblica Napoletana.

## Biografia
Rampollo di una ricca famiglia gentilizia di Castelgrande, in provincia di Potenza, studiò a Napoli dove conseguì il titolo accademico di Doctor in utroque jure. Nello stesso luogo esercitò la professione forense. Il Duca di Guisa, arrivato a Napoli con il desiderio recondito di salire sul trono del Regno di Napoli, quale discendente degli Angiò, nominò vari luogotenenti e, tra questi, il Cristiano in qualità di Preside della Lucania.
Egli non limitò la sua azione entro i confini lucani, ma estese la sua iniziativa anche nel Principato Ultra, nel Principato Citra e nella Terra d'Otranto. A dicembre del 1647 conquistò Salerno dopo 10 giorni di assedio insieme a Ippolito da Pastina, un uomo di dubbie qualità morali.
A gennaio del 1648 conquistò tutta la Basilicata con il conte Francesco Salazar e divenne "governatore delle armi" del Real Repubblica Napoletana, alla testa di un contingente di 1500 uomini. A gennaio del 1648 le sue truppe si unirono a quelle di Francesco Salazar a Ferrandina, con cui riuscirono a battere il realista Duca di Martina, preside della provincia lucana; dopo la vittoria si spostò a Matera, dove venne accolto da liberatore.
Il 5 febbraio 1648 a Gravina tese un'imboscata a Francesco Salazar ma l'agguato fallì. Il 29 febbraio e il 2 marzo 1648 venne assediato ad Altamura da Giangirolamo II Acquaviva d'Aragona, conte di Conversano, e dal Duca di Martina: i quali vennero respinti dal Cristiano, che riuscì ad impadronirsi anche dei loro cannoni.
Il 6 aprile 1648 si trovava ancora ad Altamura quando seppe della caduta di Napoli, quindi accettò la pace in cambio di un governo più giusto, insieme alla carica di governatore e capitano di guerra, ma dopo la resa fuggì in Abruzzo a Torricella Sicura, dove, dopo uno scontro, venne catturato e condotto a Napoli.
Il 23 agosto 1653 venne decapitato a Napoli in piazza Mercato, insieme a due ladroni, con l'accusa di «delitti di ribellione di campagna».